# Play (álbum de SID)
Play é o terceiro álbum de estúdio da banda japonesa de rock e visual kei SID, lançado em 8 de novembro de 2006 pela Danger Crue Records.
Os singles do álbum são "Hosoi Koe", "Chapter 1", tema de encerramento da série de televisão CDTV, e "Otegami", tema de Rank Oukoku, lançados no decorrer de 2006.

## Recepção
Alcançou a nona posição na  Oricon Albums Chart, ficou na parada por dez semanas e vendeu 29,494 cópias enquanto esteve na parada.
Os singles "Hosoi Koe", "Chapter 1" e "Otegami" alcançaram a 18ª, 10ª e 9ª posição e foram o 14ª, 10ª e 7ª single independente mais vendido em 2006 no Japão, respectivamente.
CD Journal, em revisão sobre o álbum, comentou: "Um trabalho gratificante cheio de sons de rock puro liderado por vocais refrescantes".

## Faixas
Todas as letras escritas por Mao. 
| N.º            | Título                                              | Música         | Duração |  |
| 1.             | "Yogoreta Yubi" (汚れた指)                          | Aki            | 3:41    |  |
| 2.             | "Room"                                              | Yūya           | 3:45    |  |
| 3.             | "Chapter 1"                                         | Aki            | 4:38    |  |
| 4.             | "Shiroi Blouse Kawaii Hito" (白いブラウス 可愛い人) | Aki            | 4:08    |  |
| 5.             | "Shutter Speed" (シャッタースピード)                | Shinji         | 3:48    |  |
| 6.             | "Slow" (スロウ)                                     | Aki            | 3:54    |  |
| 7.             | "Milk" (ミルク)                                     | Aki            | 5:09    |  |
| 8.             | "Wana" (罠)                                         | Shinji         | 3:37    |  |
| 9.             | "Hosoi Koe" (ホソイコエ)                            | Shinji         | 5:07    |  |
| 10.            | "Otegami" (御手紙)                                  | Aki            | 3:44    |  |
| 11.            | "Park"                                              | Aki            | 2:54    |  |
| 12.            | "Live"                                              |                | 4:07    |  |
| Duração total: | Duração total:                                      | Duração total: | 48:41   |  |

## Ficha técnica
- Mao – vocal
- Shinji – guitarra
- Aki – baixo
- Yūya – bateria